# Evelyn Matz
Evelyn Matz   (Berlín, 22 de novembre de 1955), de casada Hübscher, fou una jugadora d'handbol alemanya que va competir sota bandera de la República Democràtica Alemanya durant les dècades de 1970 i 1980.
El 1976 va prendre part en els Jocs Olímpics de Mont-real, on guanyà la medalla de plata en la competició d'handbol. Quatre anys més tard, als Jocs de Moscou, guanyà la medalla de bronze en la mateixa competició.
En el seu palmarès també destaquen dues medalles d'or al Campionat del món d'handbol: el 1975 i 1978. Durant la seva carrera esportiva jugà un total de 270 partits amb la selecció nacional, en què marcà 845 gols.
A nivell de clubs jugà al TSC Berlin, amb qui guanyà nou lligues de la RDA i quatre Copes d'Europa.